# Kapel Onze-Lieve-Vrouw van Lourdes (Galmaarden)

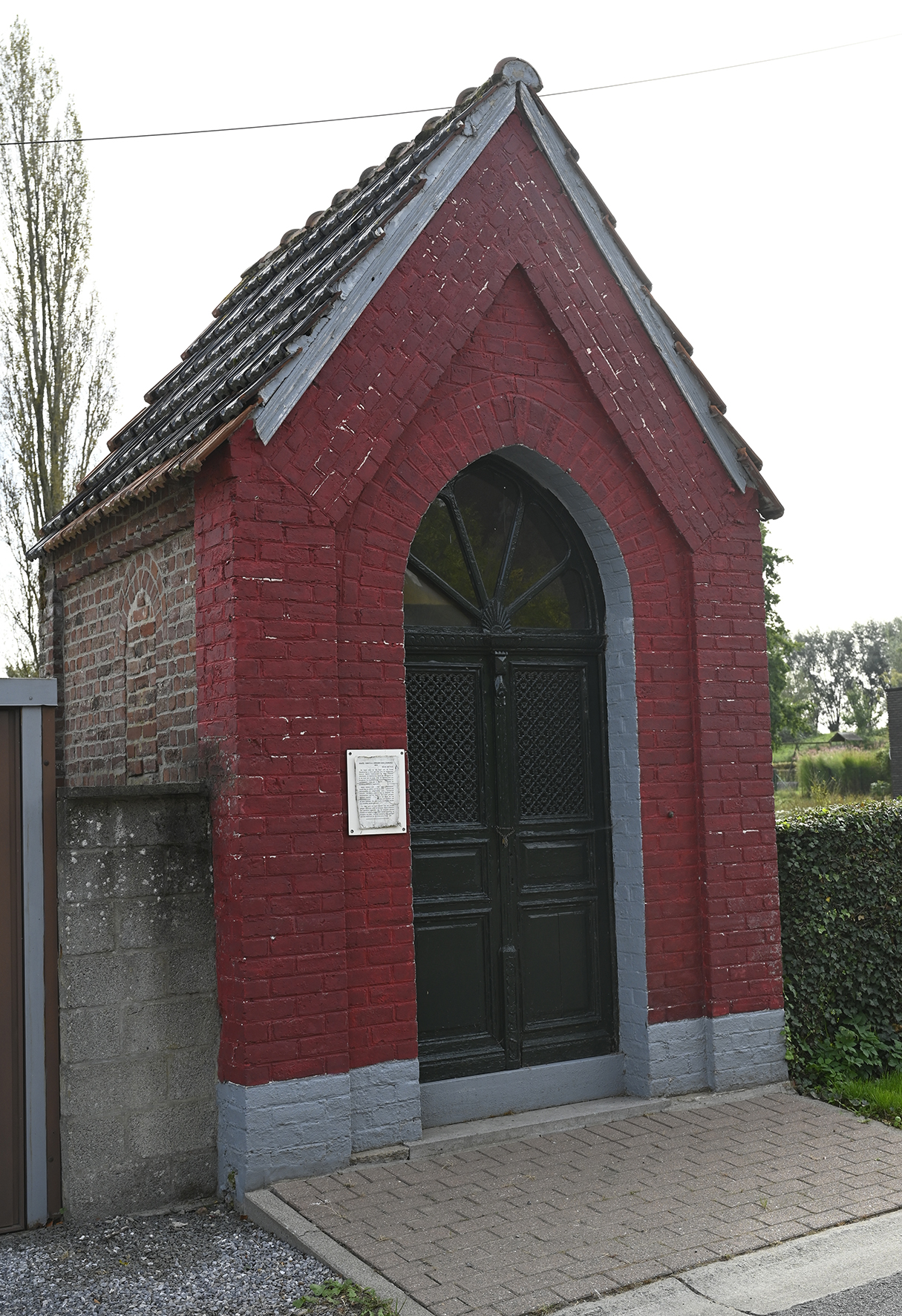
Kapel Onze Lieve Vrouw van Lourdes, Galmaarden

De Kapel Onze-Lieve-Vrouw van Lourdes in Galmaarden bestaat sinds 1914. In 2014 werd het honderdjarig bestaan gevierd. Het wordt ook wel  't Mignonkapelleken genoemd. 
De kapel werd bij het begin van de Eerste Wereldoorlog gebouwd door de echtgenoten Edmond Mignon (een schrijnwerker) en Maria Pletinckx (een sigarenmaakster) ter bescherming tijdens de oorlogsjaren en in de hoop dat de vrede snel zou terugkeren. De kapel werd vaak bezocht door zieken en noodlijdenden. Ieder jaar in de meimaand baden de buurtbewoners er de rozenkrans.
Alle schrijnwerkerij van de kapel werd door Edmond zelf gemaakt: het dakwerk, de kapeldeur en het altaar met de bloemenmotiefjes. Ook de zitbanken en de houten kandelaars werden nog door hem zelf gedraaid.